# Mansfield
Mansfield este un oraș și un district ne-metropolitan situat în comitatul Nottinghamshire, regiunea East Midlands, Anglia. Districtul are o populație de 99.000 locuitori, dintre care 69.987 locuiesc în orașul propriu zis Mansfield.

## Vedeți și
- Listă de orașe din Regatul Unit